# Западнопанджабские языки
Западнопанджабские языки или лахнда (لہندا‎) — гипотетическая группа индоарийских языков, распространённых, в основном, на северо-западе и в центральной части Пакистана, а также в некоторых районах Индии и Афганистана. Несмотря на название, эти языки не следует смешивать с восточным панджаби (собственно панджаби). Другие названия — лахнда или ленди («западный»), западный панджаби (это может вызвать путаницу с языком пакистанских панджабцев, для которого обычно используют такое же название), джатки (в силу того факта, что на них говорили многие джаты).
Первым исследователем, выделившим эти языки, был Дж. Грирсон. Он считал, что отличия восточного панджаби от западного объясняются влиянием одного из диалектов западного хинди. Дж. Грирсон выделил 4 группы диалектов:
центральную (шахпурский диалект);
южную (мултани, бахавалпури, сирайки хиндки и др.);
северо-западную (савайн, дханни, хиндко);
северо-восточную (чибхали, потхвариаванкари, гхеби).
Некоторые исследователи рассматривали эти идиомы, как диалекты одного языка. В частности, Ю. А. Смирнов выделял две группы диалектов:
южную (диалекты мультани, джатки, тхали);
северную (потхохари, чибхали, пунчхи, аванкари, шахпурский диалект Соляного хребта, гхеби, дханни, хиндко Пешавара, тинаули, дхунди-кайрали).
Кроме того, некоторые авторы рассматривали западнопанджабсие языки, как диалекты, собственно, панджаби. Однако, при этом не учитывались значительные грамматические и лексические различия этих языков. В частности, для них характерно большее значение синтетических форм; образование форм будущего времени с помощью суффикса -s-, а не -g-; своеобразные причастные и деепричастные формы; своеобразная система склонения имён и другие особенности.
Однако, в настоящее время возобладала точка зрения, согласно которой составляющие этой гипотетической языковой общности, скорее, являются самостоятельными языками. Этому способствовали исследования К. Шекла, который в своих работах подверг сомнению реальность языкового объединения, указав на фонетические и грамматические расхождения различных групп диалектов. Языки сирайки (южная группа диалектов), хиндко (северо-западные диалекты) и потхохари (северо-восточные диалекты) рассматриваются, как самостоятельные. В частности, во время переписи населения в Пакистане сирайки назвали родным 10,53 % населения, что делает его четвёртым языком в стране по количеству носителей после панджаби, пушту и синдхи.

## Классификация Ethnologue
В известном справочнике по языкам мира Ethnologue западнопанджабские языки вместе с вариантом панджаби, используемым в Пакистане и языком джакати в Афганистане отнесены к макроязыку «лахнда» (код ISO-639 lah).
- Хиндко
- Джакати  Афганистан
- Кхетрани  Пакистан
- Пахари-потвари  Пакистан
- Мирпурский панджаби  Индия
- Западный панджаби  Пакистан
- Сирайки  Пакистан

Такое объединение базируется не столько на лингвистических, сколько на экстралингвистических соображениях.